# Helgard Bruckhaus
Helgard Bruckhaus, auch Hallgard Bruckhaus oder Halgerd Bruckhaus-Leippi, (* 11. August 1939; † 18. November 2022) war eine deutsche Synchron- und Hörspielsprecherin.

## Leben
Helgard Bruckhaus war Ende der 1960er Jahre u. a. am Staatstheater Braunschweig als Schauspielerin tätig, in den 1970er Jahren arbeitete sie beim Sender Freies Berlin als Reporterin und lebte in Berlin-Charlottenburg.
Neben ihrer journalistischen und Bühnentätigkeit war Bruckhaus seit 1968 umfangreich als Synchronsprecherin im Einsatz. Sie ist Cineasten vor allem als die ehemalige Standardsynchronstimme von Sigourney Weaver und Meryl Streep bekannt. Hervorzuheben sind hier ihre Arbeiten in der Alien-Reihe und in Jenseits von Afrika. Bruckhaus zeichnete sich durch eine feste, aber warme und emotional sehr facettenreiche Stimme aus. Sehr häufig lieh sie auch Glenn Close oder Brigitte Fossey ihre Stimme, des Weiteren Louise Fletcher in der ersten Synchronisation von Exorzist 2 und Connie Booth im Weihnachtsklassiker Der kleine Lord. Einige klassische Darstellerinnen der Goldenen Ära Hollywoods sind ebenfalls mit ihrer Stimme zu hören, etwa Barbara Stanwyck in Hier ist John Doe, Claire Trevor in Mord, mein Liebling und Barbara Bel Geddes in der zweiten Synchronisation von Vertigo.
Bruckhaus erlangte besonders große Bekanntheit als Sprecherin in Hörspielen, darunter Benjamin Blümchen und vor allem Bibi Blocksberg, wo sie als Stimme von Mutter Barbara Blocksberg bis zur Folge 90 im Jahr 2008 zu hören war. Bereits 1995 zog sich Bruckhaus komplett aus der Filmsynchronisation zurück. Nachdem sie die Aufnahmen für die deutsche Fassung von Die Brücken am Fluss von Clint Eastwood aufgenommen hatte, zwangen sie schwere gesundheitliche Probleme zur Aufgabe der kräftezehrenden Tätigkeit. „Ihre“ Stars wurden dann zumeist von Karin Buchholz und Dagmar Dempe übernommen.
Seit 1991 wohnte Helgard Bruckhaus gemeinsam mit ihrem Ehemann – dem Schauspieler, Journalisten und Hörspielsprecher Woldemar Leippi (1930–2018) – abwechselnd in Berlin und Italien, seit Mitte der 1990er vor allem in Oberhaching. Sie starb am 18. November 2022 im Alter von 83 Jahren und wurde neben ihrem verstorbenen Mann beigesetzt.

## Synchronarbeiten (Auswahl)
Meryl Streep
- 1981: Die Geliebte des französischen Leutnants – als Sarah Woodruff / Anna
- 1982: Sophies Entscheidung – als Sophie Zawistowski
- 1983: Silkwood – als Karen
- 1984: Der Liebe verfallen – als Molly Gilmore
- 1985: Jenseits von Afrika – als Karen Blixen
- 1986: Sodbrennen – als Rachel Samstat
- 1987: Wolfsmilch – als Helen Archer
- 1988: Ein Schrei in der Dunkelheit – als Lindy Chamberlain
- 1989: Die Teufelin – als Mary Fisher
- 1993: Das Geisterhaus – als Clara del Valle Trueba

Sigourney Weaver
- 1979: Alien – als Ellen Ripley
- 1986: Aliens – Die Rückkehr – als Ellen Ripley
- 1988: Gorillas im Nebel – als Dian Fossey
- 1989: Ghostbusters II – als Dana Barrett
- 1992: Alien 3 – als Ellen Ripley
- 1994: Der Tod und das Mädchen – als Paulina Escobar

### Filme
- 1932: Reise ohne Wiederkehr – als Betty Barrel House (Aline MacMahon) (Synchronisation 1979)
- 1958: Vertigo – Aus dem Reich der Toten  – als Midge Wood (Barbara Bel Geddes) (Synchronisation 1984)
- 1969: Asphalt-Cowboy – als Bedienung (Joan Murphy)
- 1974: Dark Star – Finsterer Stern – als Computerstimme
- 1974: Vincent, François, Paul und die anderen – als Lucie (Marie Dubois)
- 1974: Eiskalt wie das Schweigen – als Peggy Lister (Mireille Darc)
- 1975: Straßen der Nacht – als Nicole Britton (Catherine Deneuve)
- 1976: Die Unbestechlichen – als Judy Hoback (Jane Alexander)
- 1976: Flucht ins 23. Jahrhundert – Stimme der Stadt
- 1977: Der Mann, der die Frauen liebte – als Geneviève Bigey (Brigitte Fossey)
- 1977: Jesus von Nazareth – als Elisabet (Marina Berti)
- 1980: Der kleine Lord – als Mrs. Errol (Connie Booth)
- 1980: Mord im Spiegel – als Lola Brewster (Kim Novak)
- 1984: Ronja Räubertochter – als Undis (Med Reventberg)
- 1988: Gefährliche Liebschaften – als Marquise Isabelle de Merteuil (Glenn Close)

### Serien
- 1978–1991: Dallas – als Marilee Stone (Fern Fitzgerald)
- 1979: Madita – als Maditas Mutter (Monica Nordquist)
- 1983: Hart aber herzlich – als Blair Craddock (Amanda McBroom)
- 1985: Hart aber herzlich – als Janet (Diana Muldaur)

## Hörspiele
- 1977: Hans Magnus Enzensberger: Die Bakunin Kassette. Eine Fälschung – Regie: Manfred Marchfelder (Hörspiel – WDR/SR)
- 1980–2008: Elfie Donnelly: Benjamin Blümchen//Bibi Blocksberg, v. a. als Barbara Blocksberg, daneben als Ottos Mutter und als Frau Dr. Weiss, Chefin der Raumfahrtbehörde.